# 宝塔糖
宝塔糖指的是中国大陆一系列形似宝塔的驱虫药口服剂，因有甜味、形似宝塔而得名。
宝塔糖在1950到1980年代间，使用的是蛔蒿提取的山道年，一度被中国卫生部推荐全民服用以作大规模驱虫。现在的宝塔糖成分各不相同，在中国仍然作为药物生产的有磷酸哌嗪宝塔糖（Rx）、双羟萘酸噻嘧啶宝塔糖（OTC?）、盐酸左旋咪唑宝塔糖（OTC）三种。市面上也有模仿宝塔糖制成的膳食补充剂。